# 佐々木健 (ピアニスト)
佐々木 健（ささき けん、1943年9月14日 - 1991年8月10日）は、日本のピアニスト。パリを拠点に、ヨーロッパで活躍した。

## 経歴

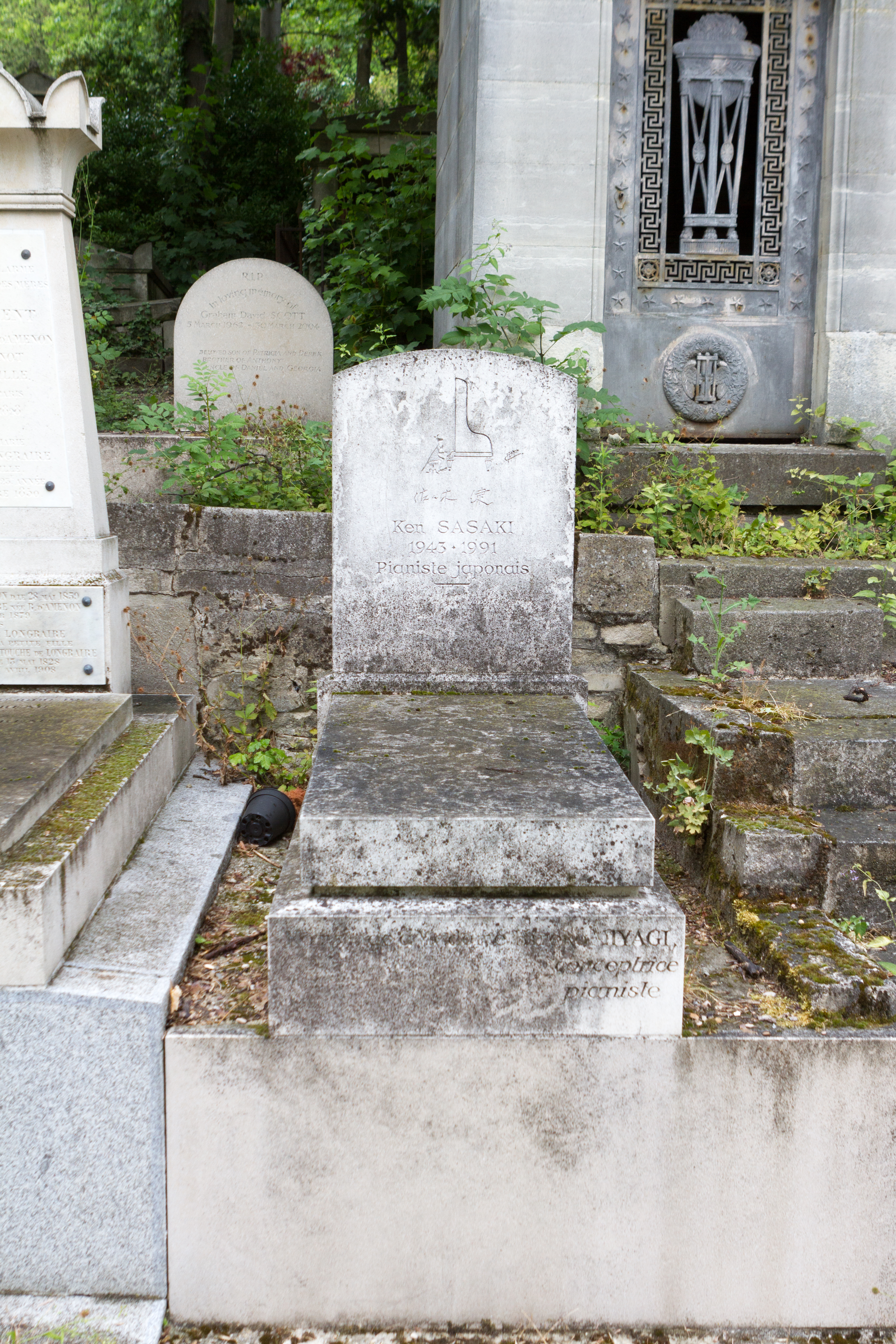
ペール・ラシェーズ墓地にある墓標

宮城県仙台市出身。1966年に東京芸術大学を卒業し、ポーランド文化省の奨学金を得てショパン音楽アカデミーに2年間留学。ズビグニェフ・ジェヴィエツキおよびDanuta Lewandowskaに師事。その後フランスに移り、ヴラド・ペルルミュテールに師事。
パリ4区に居を構え、フランス、ポーランド、オランダ、スイス、オーストリア、ドイツ、アメリカなどで演奏活動を行なった。1972年には、ロンドンのウィグモア・ホールで公演。1984年には、優れたショパンの演奏家に送られるStefania Niekrasz Prizeを受賞している。

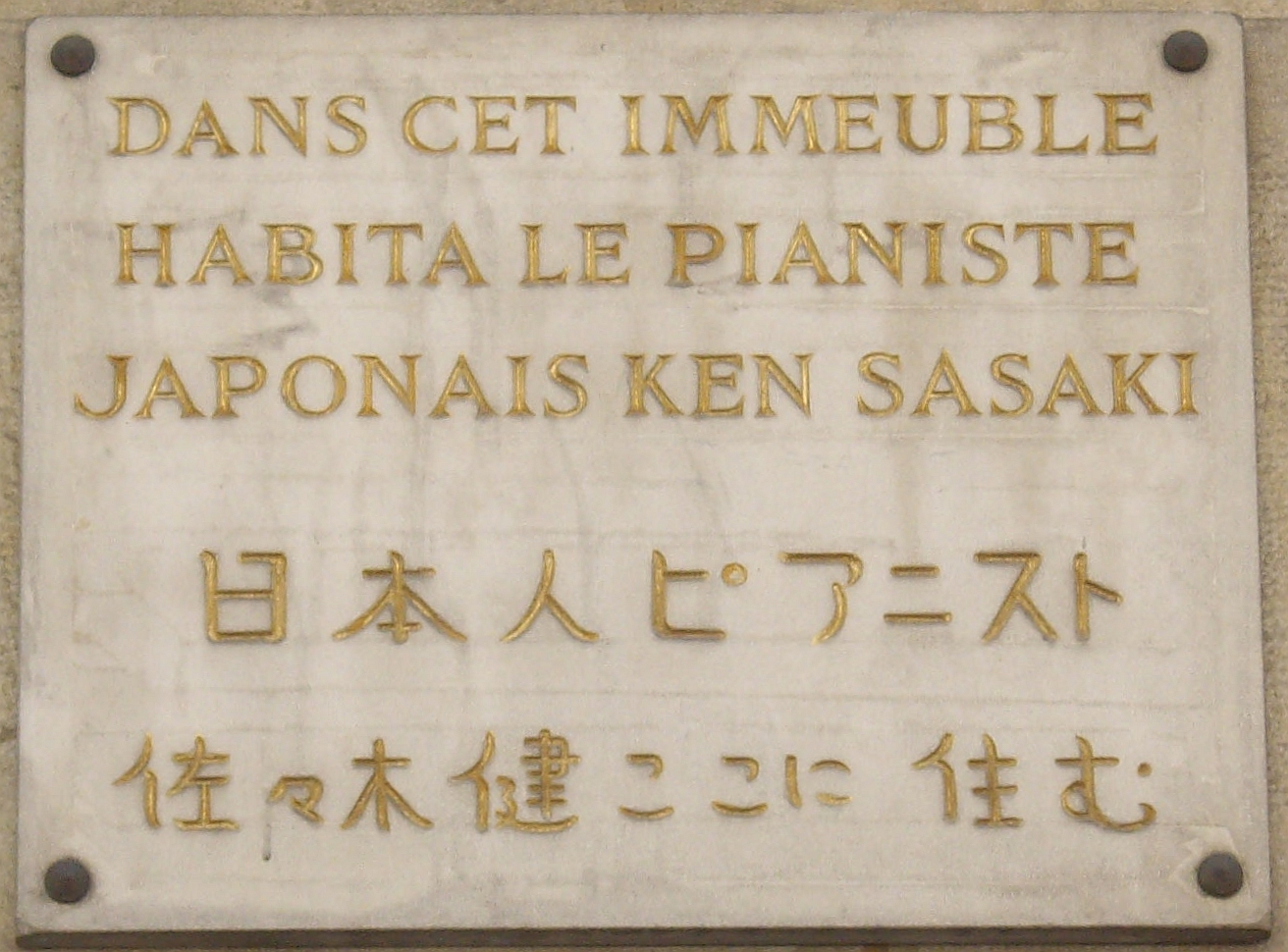
旧居を示す石板

1991年、47歳で死去。遺体はペール・ラシェーズ墓地に埋葬されている。